# Tavares (Rio Grande do Sul)
Pour les articles homonymes, voir Tavares.
Tavares est une ville brésilienne de la mésorégion métropolitaine de Porto Alegre, capitale de l'État du Rio Grande do Sul, faisant partie de la microrégion d'Osório et située à 217 km au sud de Porto Alegre. Elle se situe à une latitude de 31° 17′ 15″ sud et à une longitude de 51° 05′ 40″ ouest, à 15 m d'altitude. Sa population était estimée à 14 021 en 2007, pour une superficie de 6 043 km2. Elle est située entre la Lagoa dos Patos et l'Océan Atlantique sud. L'accès s'y fait par la BR-101.
Le nom de Tavares vient du premier propriétaire des terres de l'endroit, Antônio da Silva Tavares. Il installa sur la presqu'île entre Lagoa dos Patos et l'Océan Atlantique - qui va de São José do Norte à Mostardas - plusieurs postes de surveillance militaires portugais pour contrer la menace espagnole. Furent ainsi construites la Garde Nord, la Garde du Détroit (en face de Rio Grande, la Garde du Capão do Meio et la Garde de Mostardas. À l'époque, le territoire n'était pas divisé par les municipalités actuelles.
Tavares n'est pas très riche économiquement, du fait de son isolement géographique. La route n'est en effet pas très carrossable malgré son statut de route nationale. Il s'y produit essentiellement de l'oignon et se pratique la pêche à la crevette.
On trouve sur le territoire de la commune, et partagé avec Mostardas, le Parc National de la Lagoa do Peixe. Il y a aussi un phare, celui de Capão da Marca.

## Villes voisines
- Mostardas
- São José do Norte